# Notobranchaea valdiviae
Notobranchaea valdiviae is een slakkensoort uit de familie van de Notobranchaeidae. De wetenschappelijke naam van de soort is voor het eerst geldig gepubliceerd in 1905 door Meisenheimer.